# Florine da Borgonha

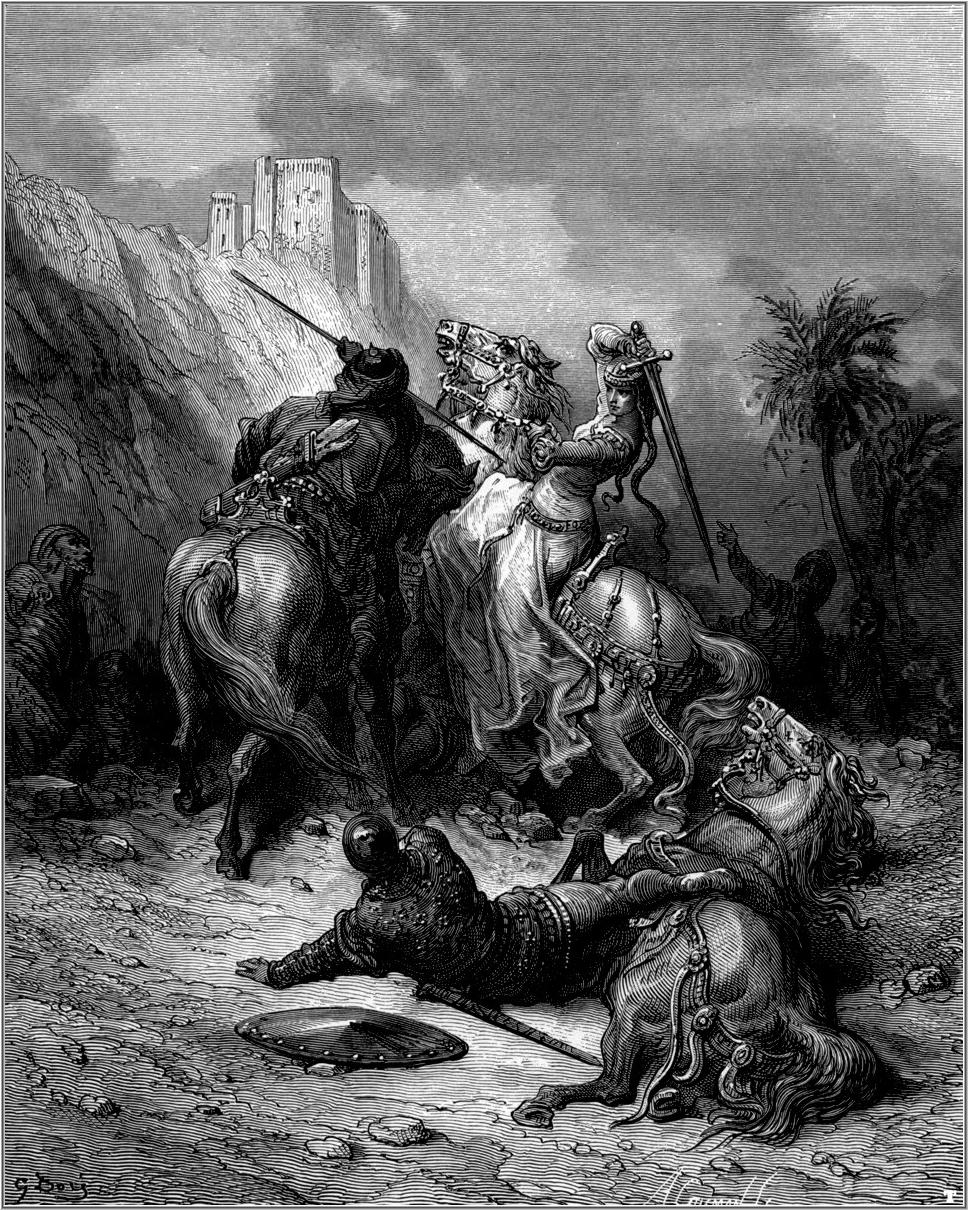
Florine da Borgonha

Florine da Borgonha (1083 — 1097) foi uma cruzada francesa. Ela era filha de Eudo I, Duque da Borgonha e Sibila da Borgonha.
Seu avô materno foi Guilherme I, Conde da Borgonha. Florine foi casada com Sueno o Cruzado, um filho de Sueno II da Dinamarca.

## Biografia
Juntos Florine e Sueno levaram mil e quinhentos cavaleiros para a Primeira Cruzada, e foram surpreendidos pelos Turcos, enquanto avançavam rapidamente, atravessando as planícies da Capadócia. Em desvantagem, Sueno defendeu-se durante um dia inteiro, sem ser capaz de repelir os Turcos, mesmo com todos os esforços e sua coragem e de seus guerreiros; Florine bravamente lutou ao seu lado. Traspassada por sete flechas, mas ainda lutando, ela e Sueno procuraram abrir uma passagem para as montanhas, quando eles foram derrotados pelos seus inimigos. Ambos caíram juntos no campo de batalha, depois de ter visto todos os seus cavaleiros e mais fiéis servos perecerem ao seu redor.

## Ficção
Florine foi dramatizada por William Bernard McCabe na novela Florine, Princesa da Borgonha: Um relato dos Primeiros Cruzados, publicado em 1855.